# Nati nel 1987/Settembre
| Questa pagina contiene informazioni ricavate automaticamente dalle voci biografiche con l'ausilio del template Bio e di un bot. L'aggiornamento è periodico e automatico e ricostruisce completamente la pagina. Se manca una persona in questa lista, sei pregato di non aggiungerla, ma accertati piuttosto che la sua voce biografica contenga il template Bio e che i dati anagrafici siano correttamente compilati. Se il template Bio manca, inseriscilo tu stesso o, in alternativa, metti l'avviso {{tmp\|Bio}} che ne segnala la mancanza. Se i dati riportati sono sbagliati, correggi direttamente la voce biografica; le modifiche saranno visibili in questa lista entro pochi giorni. Per chiarimenti vedi il progetto biografie. La lista contiene solo le 471 persone che sono citate nell'enciclopedia e per le quali è stato implementato correttamente il template Bio. Pagina aggiornata al 10 ago 2025. |

- 1º settembre - Sevdaliza, cantante, compositrice e produttrice discografica iraniana
- 1º settembre - Jay Armstrong Johnson, attore, cantante e ballerino statunitense
- 1º settembre - Mario Bazán, siepista e mezzofondista peruviano
- 1º settembre - Elena Beglova, cestista russa
- 1º settembre - Raphaël Cacérès, ex calciatore francese
- 1º settembre - Duke Calhoun, giocatore di football americano statunitense
- 1º settembre - Sami Callihan, wrestler statunitense
- 1º settembre - Denis Carguš, lottatore russo
- 1º settembre - Sikhanyiso Dlamini, politica e principessa swazilandese
- 1º settembre - Valentin Furdui, ex calciatore moldavo
- 1º settembre - Emma Kete, calciatrice neozelandese
- 1º settembre - Ramon Leeuwin, ex calciatore olandese
- 1º settembre - Nick Reed, ex giocatore di football americano statunitense
- 1º settembre - Leonel Suárez, multiplista cubano
- 1º settembre - Nguyễn Thùy Lâm, modella vietnamita
- 1º settembre - Christian Träsch, ex calciatore tedesco
- 1º settembre - Mats Zuccarello, hockeista su ghiaccio norvegese
- 2 settembre - Viviana Bottaro, karateka italiana
- 2 settembre - Andrėj Chačaturan, calciatore bielorusso
- 2 settembre - Kai Forbath, giocatore di football americano statunitense
- 2 settembre - Rachael Gunn, docente australiana
- 2 settembre - Mohamed Larbi, ex calciatore tunisino
- 2 settembre - Desy Luccini, modella e attrice italiana
- 2 settembre - Scott Moir, ex danzatore su ghiaccio canadese
- 2 settembre - Kwasi Paul, calciatore grenadino
- 2 settembre - Spencer Smith, batterista statunitense
- 2 settembre - Bruce Tasker, ex bobbista e ex velocista britannico
- 2 settembre - Jonas Wiseth, giocatore di calcio a 5 e ex calciatore norvegese
- 3 settembre - Allie, wrestler canadese
- 3 settembre - Michaël D'Almeida, pistard francese
- 3 settembre - Meghan Duggan, hockeista su ghiaccio statunitense
- 3 settembre - Miguel Ángel Fraga, calciatore messicano
- 3 settembre - Steven Lang, ex calciatore svizzero
- 3 settembre - Modibo Maïga, ex calciatore maliano
- 3 settembre - Sean McColl, arrampicatore canadese
- 3 settembre - Paul McGill, attore, ballerino e coreografo statunitense
- 3 settembre - Fábio Nascimento de Oliveira, calciatore brasiliano
- 3 settembre - James Neal, hockeista su ghiaccio canadese
- 3 settembre - Facundo Pereyra, calciatore argentino
- 3 settembre - Damir Puškar, ex giocatore di calcio a 5 sloveno
- 3 settembre - Tat'jana Šemjakina, marciatrice russa
- 3 settembre - Matteo Simoni, attore belga
- 3 settembre - Brandon Spikes, giocatore di football americano statunitense
- 3 settembre - José Gildeixon de Paiva, calciatore brasiliano († 2016)
- 4 settembre - Wesley Blake, wrestler statunitense
- 4 settembre - Patrick Fabiano, calciatore brasiliano
- 4 settembre - Brahim Ferradj, ex calciatore algerino
- 4 settembre - Katri Kulmuni, politica finlandese
- 4 settembre - Maryna Linčuk, top model bielorussa
- 4 settembre - Gints Meija, hockeista su ghiaccio lettone
- 4 settembre - Stefanos Siontīs, ex calciatore greco
- 4 settembre - Jan Speer, bobbista tedesco
- 4 settembre - Scott Tolzien, ex giocatore di football americano statunitense
- 5 settembre - Milan Bencz, pallavolista slovacco
- 5 settembre - Gilbert Brown, ex cestista statunitense
- 5 settembre - Pierre Casiraghi, nobile monegasco
- 5 settembre - Admir Ćatović, calciatore e giocatore di calcio a 5 svedese
- 5 settembre - Néstor Colmenares, cestista venezuelano
- 5 settembre - James Dasaolu, velocista e bobbista britannico
- 5 settembre - LaceDarius Dunn, cestista statunitense
- 5 settembre - Feder, disc jockey e produttore discografico francese
- 5 settembre - Isabelle Meyer, calciatrice svizzera
- 5 settembre - Anne O'Shea, skeletonista statunitense
- 5 settembre - Jason Pinkston, giocatore di football americano statunitense
- 5 settembre - Thomas Schrammel, ex calciatore austriaco
- 5 settembre - Antonio Cleilson da Silva Feitosa, ex calciatore brasiliano
- 6 settembre - Mario Addison, giocatore di football americano statunitense
- 6 settembre - Saad Al-Mukhaini, calciatore omanita
- 6 settembre - Yoann Bagot, ex ciclista su strada francese
- 6 settembre - Tijani Belaid, calciatore tunisino
- 6 settembre - Eleonora Benucci, ex calciatrice italiana
- 6 settembre - Eric Camilli, pilota di rally francese
- 6 settembre - Ryan Delaire, giocatore di football americano statunitense
- 6 settembre - Takaya Honda, attore e conduttore televisivo australiano
- 6 settembre - Anna Anatol'evna Pavlova, ex ginnasta russa
- 6 settembre - Bruno Moreira, ex calciatore portoghese
- 6 settembre - Emir Preldžič, cestista sloveno
- 6 settembre - Chris Schuler, ex calciatore statunitense
- 6 settembre - Zhang Lu, calciatore cinese
- 6 settembre - Jacques Janse van Rensburg, ex ciclista su strada sudafricano
- 7 settembre - Mohammad Ahsan, giocatore di badminton indonesiano
- 7 settembre - Aurea, cantante portoghese
- 7 settembre - Lily Cowles, attrice statunitense
- 7 settembre - Tommy Elphick, ex calciatore inglese
- 7 settembre - Bruno Fornaroli, calciatore uruguaiano
- 7 settembre - Sam Hird, ex calciatore inglese
- 7 settembre - Destinee Hooker, pallavolista e ex altista statunitense
- 7 settembre - Kim Jeong-eun, cestista sudcoreana
- 7 settembre - Yancy Medeiros, artista marziale misto statunitense
- 7 settembre - Mistral Raymond, giocatore di football americano statunitense
- 7 settembre - Patrick Robinson, giocatore di football americano statunitense
- 7 settembre - Víctor Rodríguez Soria, ex calciatore andorrano
- 7 settembre - Oleg Samsonov, ex calciatore russo
- 7 settembre - Robert Snodgrass, ex calciatore scozzese
- 7 settembre - Éric Wattellier, arbitro di calcio francese
- 7 settembre - Evan Rachel Wood, attrice statunitense
- 7 settembre - Aleksandra Wozniak, ex tennista canadese
- 8 settembre - Salah Ashour, calciatore egiziano
- 8 settembre - Alexandre Bilodeau, ex sciatore freestyle canadese
- 8 settembre - Derrick Brown, ex cestista statunitense
- 8 settembre - Onur Dogan, calciatore turco
- 8 settembre - Ray Fisher, attore statunitense
- 8 settembre - Danielle Frenkel, altista israeliana
- 8 settembre - Alice Gaggi, mezzofondista e fondista di corsa in montagna italiana
- 8 settembre - Corina Gredig, politica svizzera
- 8 settembre - Maurice Hurt, giocatore di football americano statunitense
- 8 settembre - Wiz Khalifa, rapper, cantautore e attore statunitense
- 8 settembre - Jordan LaSecla, giocatore di football americano statunitense
- 8 settembre - Brenda Martinez, mezzofondista statunitense
- 8 settembre - Illja Marčenko, tennista ucraino
- 8 settembre - Marcel Nguyen, ginnasta tedesco
- 8 settembre - Dominic Parsons, skeletonista britannico
- 8 settembre - Justin Peck, ballerino e coreografo statunitense
- 8 settembre - Marc-Antoine Pellin, cestista francese
- 8 settembre - Mahmoud Qassim, calciatore emiratino
- 8 settembre - Robert Brito Luciano, calciatore brasiliano
- 8 settembre - Romera, calciatore spagnolo
- 8 settembre - Víctor Sánchez Mata, ex calciatore spagnolo
- 8 settembre - Diamon Simpson, ex cestista e allenatore di pallacanestro statunitense
- 8 settembre - Ángel Trujillo, ex calciatore spagnolo
- 8 settembre - Nic Wise, ex cestista statunitense
- 9 settembre - Nicole Aniston, attrice pornografica statunitense
- 9 settembre - Guy Barnea, ex nuotatore israeliano
- 9 settembre - Jorge Barroso, giocatore di calcio a 5 spagnolo
- 9 settembre - Sebastian Colloredo, ex saltatore con gli sci italiano
- 9 settembre - Riley Cooper, giocatore di football americano statunitense
- 9 settembre - Bruna Cusí, attrice spagnola
- 9 settembre - Abel Dhaira, calciatore ugandese († 2016)
- 9 settembre - Allegra Edwards, attrice statunitense
- 9 settembre - Ahmed Elmohamady, ex calciatore egiziano
- 9 settembre - Mouni Farro, attrice francese
- 9 settembre - Nicholas Green, statunitense († 1994)
- 9 settembre - Josh Herdman, attore e artista marziale misto britannico
- 9 settembre - Jung Il-woo, attore sudcoreano
- 9 settembre - Markus Jürgenson, ex calciatore estone
- 9 settembre - Kang Kyung-ho, artista marziale misto sudcoreano
- 9 settembre - Jon McLaughlin, calciatore scozzese
- 9 settembre - Oleg Nedaşkovskïý, calciatore kazako
- 9 settembre - Timomatic, cantante nigeriano
- 9 settembre - Alexis Palisson, rugbista a 15 francese
- 9 settembre - Andrea Petković, ex tennista tedesca
- 9 settembre - Dawood Saad, calciatore bahreinita
- 9 settembre - Andrew Sendejo, giocatore di football americano statunitense
- 9 settembre - Clayton Snyder, attore statunitense
- 9 settembre - Alexandre Song, ex calciatore camerunese
- 9 settembre - Milan Stanković, cantante serbo
- 9 settembre - Kalilou Traoré, ex calciatore maliano
- 9 settembre - Žarko Udovičić, calciatore serbo
- 9 settembre - Afrojack, disc jockey e produttore discografico olandese
- 10 settembre - Dan Benson, attore statunitense
- 10 settembre - Miguel Ángel Cordero, calciatore spagnolo
- 10 settembre - Shanavia Dowdell, cestista statunitense
- 10 settembre - Ivan Franjić, calciatore australiano
- 10 settembre - Domen Fratina, ex calciatore e ex giocatore di calcio a 5 sloveno
- 10 settembre - Paul Goldschmidt, giocatore di baseball statunitense
- 10 settembre - Gabriele Lorenzoni, ex politico italiano
- 10 settembre - Alex Saxon, attore statunitense
- 10 settembre - Elio Verde, judoka italiano
- 11 settembre - Robert Acquafresca, ex calciatore italiano
- 11 settembre - Veronica Brutti, allenatrice di calcio e ex calciatrice italiana
- 11 settembre - Ariel Cabral, ex calciatore argentino
- 11 settembre - Alessio Campagnacci, calciatore italiano
- 11 settembre - Clément Chantôme, ex calciatore francese
- 11 settembre - Nertil Ferraj, ex calciatore albanese
- 11 settembre - Stephan Fürstner, ex calciatore tedesco
- 11 settembre - Tobias Hauke, hockeista su prato tedesco
- 11 settembre - Elizabeth Henstridge, attrice e regista britannica
- 11 settembre - Tyler Hoechlin, attore statunitense
- 11 settembre - Susianna Kentikian, pugile armena
- 11 settembre - Anastasia Le-Roy, velocista giamaicana
- 11 settembre - Allard Lindhout, arbitro di calcio olandese
- 11 settembre - Lins Lima de Brito, ex calciatore brasiliano
- 11 settembre - Kevin McCann, ex calciatore scozzese
- 11 settembre - Kaori Matsumoto, judoka giapponese
- 11 settembre - Lorenzo Olivieri, ex giocatore di curling italiano
- 11 settembre - Leandro Requena, calciatore argentino
- 11 settembre - Ilija Spasojević, calciatore montenegrino
- 11 settembre - Kenneth Stenild, ex calciatore danese
- 12 settembre - Marcone Cena, ex calciatore brasiliano
- 12 settembre - Diogo Ganchinho, ginnasta portoghese
- 12 settembre - Anna Jagodzińska, modella polacca
- 12 settembre - Elena Könz, ex snowboarder svizzera
- 12 settembre - Beenzino, rapper sudcoreano
- 12 settembre - Bruno Montelongo, calciatore uruguaiano
- 12 settembre - Juho Nenonen, cestista finlandese
- 12 settembre - Aleksej Petrov, giocatore di calcio a 5 russo
- 12 settembre - Jeffrey Rijsdijk, calciatore olandese
- 12 settembre - Brian Sanford, giocatore di football americano statunitense
- 12 settembre - Jaroslava Švedova, allenatrice di tennis e ex tennista russa
- 13 settembre - Gabriel Arias, calciatore argentino
- 13 settembre - Fraizer Campbell, ex calciatore inglese
- 13 settembre - Edenilson Bergonsi, ex calciatore brasiliano
- 13 settembre - Luke Fitzgerald, ex rugbista a 15 irlandese
- 13 settembre - G.NA, cantante canadese
- 13 settembre - Jonathan de Guzmán, calciatore canadese
- 13 settembre - Ai Kayano, doppiatrice e cantante giapponese
- 13 settembre - Vincent Kipruto, maratoneta keniota
- 13 settembre - Ihor Korotec'kyj, ex calciatore ucraino
- 13 settembre - Snoh Aalegra, cantautrice svedese
- 13 settembre - Cvetana Pironkova, tennista bulgara
- 13 settembre - Oumar Sissoko, calciatore maliano
- 13 settembre - Ljubov' Sobol', politica, attivista e avvocata russa
- 13 settembre - Almamy Sogoba, calciatore maliano
- 13 settembre - Amir Kamal Suliman, calciatore sudanese
- 13 settembre - Dīmītrīs Sōtīriou, calciatore greco
- 13 settembre - Simon Walton, ex calciatore inglese
- 13 settembre - Pimentinha, calciatore brasiliano
- 14 settembre - Alade Aminu, ex cestista statunitense
- 14 settembre - Diego Assis, ex calciatore brasiliano
- 14 settembre - Francesca Bocca-Aldaqre, teologa e scrittrice italiana
- 14 settembre - Cameron Bradfield, giocatore di football americano statunitense
- 14 settembre - Aljaksandr Bury, ex tennista bielorusso
- 14 settembre - Teodorico Caporaso, marciatore italiano
- 14 settembre - Alicia Coutts, ex nuotatrice australiana
- 14 settembre - Michael Crabtree, ex giocatore di football americano statunitense
- 14 settembre - Miriam Dalmazio, attrice italiana
- 14 settembre - Francesco Della Rocca, allenatore di calcio e ex calciatore italiano
- 14 settembre - Chad Duell, attore e modello statunitense
- 14 settembre - Vítor Hugo Gomes Passos, ex calciatore portoghese
- 14 settembre - Julie Jášová, pallavolista ceca
- 14 settembre - Filip Nedeljković, giocatore di football americano serbo
- 14 settembre - Alex Parsons, giocatore di football americano statunitense
- 14 settembre - Gašper Vidmar, ex cestista sloveno
- 15 settembre - Vaila Barsley, calciatrice britannica
- 15 settembre - Ingrid Bisu, attrice e sceneggiatrice rumena
- 15 settembre - Tom Austen, attore britannico
- 15 settembre - Aly Cissokho, calciatore francese
- 15 settembre - Christian Cooke, attore britannico
- 15 settembre - Ibragim Labazanov, lottatore russo
- 15 settembre - Jason Love, ex cestista statunitense
- 15 settembre - Franck Madou, ex calciatore ivoriano
- 15 settembre - Kate Mansi, attrice statunitense
- 15 settembre - Ol'ha Poljuk, sciatrice freestyle ucraina
- 15 settembre - Rhett Titus, wrestler statunitense
- 15 settembre - Fëdor Čudinov, pugile russo
- 16 settembre - Suzie Bates, ex cestista e crickettista neozelandese
- 16 settembre - Merve Boluğur, attrice e modella turca
- 16 settembre - Erik Bråthen, ex calciatore norvegese
- 16 settembre - Laura Dundovic, modella australiana
- 16 settembre - Omid Ebrahimi, calciatore iraniano
- 16 settembre - Dwayne Harris, ex giocatore di football americano statunitense
- 16 settembre - Sarah Hay, attrice e ex ballerina statunitense
- 16 settembre - Lawrence Hill, ex cestista statunitense
- 16 settembre - Yoann Jaumel, pallavolista francese
- 16 settembre - Daren Kagasoff, attore statunitense
- 16 settembre - Dominique Kivuvu, ex calciatore olandese
- 16 settembre - Kyle Lafferty, calciatore nordirlandese
- 16 settembre - Cemal Nalga, cestista turco
- 16 settembre - Louis Ngwat-Mahop, ex calciatore camerunese
- 16 settembre - Silvia Sarni, cestista italiana
- 16 settembre - Patrik Tybor, ex ciclista su strada slovacco
- 17 settembre - Marjorie Carpréaux, cestista belga
- 17 settembre - Eduardo Ratinho, ex calciatore brasiliano
- 17 settembre - Adrián Gavira, giocatore di beach volley spagnolo
- 17 settembre - Paul Huntington, calciatore inglese
- 17 settembre - Christina Jones, sincronetta statunitense
- 17 settembre - Stergos Marinos, dirigente sportivo e ex calciatore greco
- 17 settembre - Morteza Mehrzad, pallavolista iraniano
- 17 settembre - Henk Norel, ex cestista olandese
- 17 settembre - Giulia Olivieri, calciatrice italiana
- 17 settembre - Augustus Prew, attore britannico
- 17 settembre - Lesley Roy, cantante irlandese
- 17 settembre - Olivier Scheen, pilota motociclistico belga
- 17 settembre - Amanda Spratt, ciclista su strada e pistard australiana
- 17 settembre - Nea, cantautrice svedese
- 17 settembre - Oliver Toledo, ex calciatore cileno
- 17 settembre - Ihar Zjan'kovič, calciatore bielorusso
- 18 settembre - Aykut Akgün, ex calciatore turco
- 18 settembre - Richie Campbell, pallanuotista australiano
- 18 settembre - Marco Falaschi, pallavolista italiano
- 18 settembre - Manila Flamini, nuotatrice artistica italiana
- 18 settembre - Ludovic Genest, ex calciatore francese
- 18 settembre - Marwin Hitz, calciatore svizzero
- 18 settembre - Joe Ikhinmwin, ex cestista britannico
- 18 settembre - Yuzo Kanemaru, velocista giapponese
- 18 settembre - Jinkx Monsoon, cantautrice, attrice e comica statunitense
- 18 settembre - Yasuhito Morishima, ex calciatore giapponese
- 18 settembre - Carlos Darwin Quintero, calciatore colombiano
- 18 settembre - Albert Rudé, allenatore di calcio spagnolo
- 18 settembre - Ali Salama, calciatore libico
- 18 settembre - Luísa Sobral, cantante, musicista e compositrice portoghese
- 18 settembre - Marie Wada, ex pallavolista giapponese
- 18 settembre - Warren Whiteley, ex rugbista a 15 e allenatore di rugby a 15 sudafricano
- 19 settembre - Kayla Barron, astronauta statunitense
- 19 settembre - Tommie Campbell, giocatore di football americano statunitense
- 19 settembre - Derby Carrillo, calciatore salvadoregno
- 19 settembre - Chris Humphrey, ex calciatore giamaicano
- 19 settembre - Obi Metzger, calciatore sierraleonese
- 19 settembre - Nicolas Pallois, calciatore francese
- 19 settembre - Danielle Panabaker, attrice e regista statunitense
- 19 settembre - Melani Soriani, ex cestista argentina
- 19 settembre - Oguchi Uche, ex calciatore nigeriano
- 20 settembre - Davy Claude Angan, ex calciatore ivoriano
- 20 settembre - Nikola Gaćeša, cestista serbo
- 20 settembre - Francesco Gergati, ex cestista italiano
- 20 settembre - Vouria Ghafouri, ex calciatore iraniano
- 20 settembre - Reza Ghoochannejhad, ex calciatore iraniano
- 20 settembre - Justin Grioli, calciatore maltese
- 20 settembre - Sergio Kindle, giocatore di football americano statunitense
- 20 settembre - T.J. Lang, ex giocatore di football americano statunitense
- 20 settembre - Yohan Le Berre, triatleta francese
- 20 settembre - Biljal Machov, lottatore e artista marziale misto russo
- 20 settembre - Deon McCaulay, calciatore beliziano
- 20 settembre - Gabriele Moroni, arrampicatore italiano
- 20 settembre - Sarah Natochenny, attrice, modella e montatrice statunitense
- 20 settembre - Anna O'Byrne, attrice teatrale e soprano australiana
- 20 settembre - Hélder Pelembe, calciatore mozambicano
- 20 settembre - Alex Pullin, snowboarder australiano († 2020)
- 20 settembre - Ol'ha Savčuk, allenatrice di tennis e ex tennista ucraina
- 20 settembre - Franko Škugor, tennista croato
- 20 settembre - Ga-in, cantante, ballerina e attrice sudcoreana
- 20 settembre - Corinne Vanier, ex tennista francese
- 20 settembre - Sergej Vodop'janov, pugile russo
- 21 settembre - Andrè, cantautore, compositore e produttore discografico italiano
- 21 settembre - Chen Yina, pallavolista cinese
- 21 settembre - Jimmy Clausen, giocatore di football americano statunitense
- 21 settembre - Marcelo Estigarribia, calciatore paraguaiano
- 21 settembre - Vittorio Ferraresi, politico italiano
- 21 settembre - Ryan Guzman, attore e modello statunitense
- 21 settembre - Femke Heemskerk, ex nuotatrice olandese
- 21 settembre - Andrea Oldani, doppiatore italiano
- 21 settembre - Ashley Paris, ex cestista statunitense
- 21 settembre - Courtney Paris, ex cestista e allenatrice di pallacanestro statunitense
- 21 settembre - Michał Pazdan, calciatore polacco
- 21 settembre - Atefeh Sahaaleh, iraniana († 2004)
- 21 settembre - Brytni Sarpy, attrice statunitense
- 21 settembre - Daniel García Rodríguez, ex calciatore spagnolo
- 21 settembre - Dalibor Veselinović, ex calciatore serbo
- 21 settembre - Ivelisse Vélez, wrestler portoricana
- 21 settembre - Cláudia da Silva, pallavolista brasiliana
- 22 settembre - Iacopo Botto, pallavolista italiano
- 22 settembre - Derick Brassard, hockeista su ghiaccio canadese
- 22 settembre - Lucas Chiaretti, ex calciatore brasiliano
- 22 settembre - Stefan Denifl, ex ciclista su strada austriaco
- 22 settembre - Tom Felton, attore e musicista britannico
- 22 settembre - Sadegh Goudarzi, lottatore iraniano
- 22 settembre - Tom Hilde, ex saltatore con gli sci norvegese
- 22 settembre - James Krumpholz, pallanuotista statunitense
- 22 settembre - Zdravko Kuzmanović, ex calciatore serbo
- 22 settembre - Alessandro Malaguti, ex ciclista su strada italiano
- 22 settembre - Teyonah Parris, attrice statunitense
- 22 settembre - Tamara Rakić, pallavolista serba
- 22 settembre - Maša Redenšek, ex sciatrice alpina slovena
- 22 settembre - Vladimir Rjabinin, giocatore di calcio a 5 russo
- 22 settembre - Raúl Rodríguez Navarro, ex calciatore spagnolo
- 22 settembre - Bojan Šaranov, calciatore serbo
- 22 settembre - Vojislav Stanković, calciatore serbo
- 23 settembre - Ogo Adegboye, ex cestista nigeriano
- 23 settembre - Skylar Astin, attore e cantante statunitense
- 23 settembre - Raffaele De Vita, calciatore italiano
- 23 settembre - Gonzalez Germen, giocatore di baseball dominicano
- 23 settembre - Lupita González, modella messicana
- 23 settembre - Dawid Janczyk, calciatore polacco
- 23 settembre - Yū Kobayashi, calciatore giapponese
- 23 settembre - Manuel León, calciatore guatemalteco
- 23 settembre - Marcus Sandell, ex sciatore alpino finlandese
- 23 settembre - Rubenilson dos Santos da Rocha, calciatore brasiliano
- 23 settembre - Tito Tebaldi, rugbista a 15 italiano
- 24 settembre - Andrea Caianiello, canottiere italiano
- 24 settembre - Mauricio Carrasco, ex calciatore argentino
- 24 settembre - Spencer Treat Clark, attore statunitense
- 24 settembre - Matthew Connolly, ex calciatore inglese
- 24 settembre - Walter Cordopatri, attore italiano
- 24 settembre - Fabio Curto, cantante italiano
- 24 settembre - Grey Damon, attore statunitense
- 24 settembre - Akeem Dent, ex giocatore di football americano e allenatore di football americano statunitense
- 24 settembre - Anthony Dixon, giocatore di football americano statunitense
- 24 settembre - Elena Gigliotti, attrice italiana
- 24 settembre - Gürhan Gürsoy, ex calciatore turco
- 24 settembre - Alisa Kovalenko, regista e militare ucraina
- 24 settembre - Christian Lealiʻifano, rugbista a 15 neozelandese
- 24 settembre - Dmitrij Lyskov, giocatore di calcio a 5 russo
- 24 settembre - Megan McJames, ex sciatrice alpina statunitense
- 24 settembre - Senzo Meyiwa, calciatore sudafricano († 2014)
- 24 settembre - Brit Morgan, attrice statunitense
- 24 settembre - Pak Song-chol, calciatore nordcoreano
- 24 settembre - Ignacio Rogers, attore e regista argentino
- 24 settembre - Milojko Spajić, politico montenegrino
- 24 settembre - Trinidad James, rapper trinidadiano
- 24 settembre - Louise Winter, calciatrice danese
- 25 settembre - David Ausberry, giocatore di football americano statunitense
- 25 settembre - Ione Belarra, politica e psicologa spagnola
- 25 settembre - Anthony Benna, ex sciatore freestyle francese
- 25 settembre - Francesco D'Uva, politico italiano
- 25 settembre - Arisa Fujiwara, ex cestista giapponese
- 25 settembre - Fabio Lucioni, ex calciatore italiano
- 25 settembre - Nicolás Martínez, ex calciatore argentino
- 25 settembre - Earl Mitchell, giocatore di football americano statunitense
- 25 settembre - Monica Niculescu, tennista rumena
- 25 settembre - Joachim Puchner, ex sciatore alpino austriaco
- 25 settembre - Va'afuti Tavana, pallavolista statunitense
- 25 settembre - Ami Tokito, cantante, modella e attrice giapponese
- 25 settembre - Andrea Tremaglia, politico italiano
- 25 settembre - Mustafa Yumlu, calciatore turco
- 26 settembre - Adnan Adous, calciatore giordano
- 26 settembre - Povilas Butkevičius, ex cestista lituano
- 26 settembre - Hadi Choopan, culturista iraniano
- 26 settembre - Cyril Gautier, ex ciclista su strada francese
- 26 settembre - Luca Ivanković, cestista croata
- 26 settembre - Zlatko Junuzović, ex calciatore serbo
- 26 settembre - Semir Kerla, ex calciatore bosniaco
- 26 settembre - Kim Yo-jong, politica nordcoreana
- 26 settembre - Clément Lefert, ex nuotatore francese
- 26 settembre - Mauricio Prieto, ex calciatore uruguaiano
- 26 settembre - Jason Pryor, schermidore statunitense
- 26 settembre - Evandro Silva do Nascimento, calciatore brasiliano
- 26 settembre - Jerry Smith, cestista statunitense
- 26 settembre - Whitney Thompson, modella statunitense
- 26 settembre - Cees Toet, ex calciatore olandese
- 27 settembre - Ádám Bogdán, ex calciatore ungherese
- 27 settembre - Luke Campbell, ex pugile e politico inglese
- 27 settembre - Austin Carlile, cantante statunitense
- 27 settembre - Zakkari Dempster, dirigente sportivo e ex ciclista su strada australiano
- 27 settembre - Mato Grgić, calciatore croato
- 27 settembre - Christian Hammer, pugile rumeno
- 27 settembre - Pëtr Ignatenko, ciclista su strada russo
- 27 settembre - Vanessa James, pattinatrice artistica su ghiaccio canadese
- 27 settembre - Ricardo Job, calciatore angolano
- 27 settembre - Anthony Mounier, ex calciatore francese
- 27 settembre - Viorel Nicoară, ex calciatore rumeno
- 27 settembre - Ol'ga Pučkova, ex tennista russa
- 27 settembre - Luca Ravenna, comico, autore televisivo e sparkling water influencer italiano
- 27 settembre - Silvia Sicouri, velista italiana
- 27 settembre - Danilo Soddimo, ex calciatore italiano
- 27 settembre - Gautam Vig, attore indiano
- 27 settembre - David Walters, ex nuotatore statunitense
- 28 settembre - Yunis Abdelhamid, calciatore francese
- 28 settembre - Carlos Adriano de Sousa Cruz, calciatore brasiliano
- 28 settembre - Terence Crawford, pugile statunitense
- 28 settembre - Gary Deegan, ex calciatore irlandese
- 28 settembre - Filip Đorđević, ex calciatore serbo
- 28 settembre - Devan Downey, ex cestista statunitense
- 28 settembre - Hilary Duff, attrice, cantante e imprenditrice statunitense
- 28 settembre - Filip Flisar, sciatore freestyle e ex sciatore alpino sloveno
- 28 settembre - Jinny, ex wrestler britannica
- 28 settembre - Dan Keat, ex calciatore neozelandese
- 28 settembre - Samuel Koch, attore tedesco
- 28 settembre - Lea Mersch, ex cestista tedesca
- 28 settembre - Daniel Nešpor, ex calciatore ceco
- 28 settembre - James John O'Brien, ex calciatore irlandese
- 28 settembre - Sílvio Manuel Pereira, ex calciatore portoghese
- 28 settembre - Sergio Romano, giocatore di calcio a 5 italiano
- 28 settembre - Tom Stourton, attore, comico e doppiatore britannico
- 28 settembre - Alex Winston, cantautrice statunitense
- 29 settembre - Daniel Abalo, ex calciatore spagnolo
- 29 settembre - Vadim Afonin, ex calciatore uzbeko
- 29 settembre - Luca Barla, ex ciclista su strada italiano
- 29 settembre - Milan Carter, attore statunitense
- 29 settembre - Anaïs Demoustier, attrice francese
- 29 settembre - Josh Farro, chitarrista e cantautore statunitense
- 29 settembre - Gryffin, disc jockey e produttore discografico statunitense
- 29 settembre - Darington Hobson, cestista statunitense
- 29 settembre - Jessica Houara, ex calciatrice francese
- 29 settembre - Miloš Krkotić, calciatore montenegrino
- 29 settembre - Bogdan Mitrea, ex calciatore rumeno
- 29 settembre - Alan Mineiro, calciatore brasiliano
- 30 settembre - Reed Alexander, ex giocatore di football americano canadese
- 30 settembre - Ramy Ashour, giocatore di squash egiziano
- 30 settembre - Lorena Cacciatore, attrice italiana
- 30 settembre - Flora Duffy, triatleta bermudiana
- 30 settembre - Aida Garifullina, soprano russo
- 30 settembre - Lauren Holiday, ex calciatrice statunitense
- 30 settembre - Kenley Jansen, giocatore di baseball olandese
- 30 settembre - Jiří Jeslínek, calciatore ceco
- 30 settembre - Joo Won, attore sudcoreano
- 30 settembre - Marco Rossi, calciatore italiano
- 30 settembre - Ivan Rovnyj, ex ciclista su strada e pistard russo
- 30 settembre - Guillermo Sara, ex calciatore argentino
- 30 settembre - Marcus Sherels, giocatore di football americano statunitense
- 30 settembre - Tommy Spurr, ex calciatore inglese
- 30 settembre - Oleksij Čyčykov, calciatore ucraino